# Parc Parissot
Le parc Parissot est un parc joignant les communes Beaumontel et Beaumont-le-Roger. 
Il a été légué à Beaumontel par le sénateur de l'Eure, Albert Parissot. 
Il y a un théâtre antique, ruiné par les siècles et par le siège de Beaumont. Roger de Beaumont a construit au XIe siècle plusieurs monuments qui symboliseraient les accords entre la Famille de Beaumont et celle de Beaumontel.
Dans ce parc, des buissons servaient à cacher les Résistants.
C'est un des lieux les plus visités des environs de Beaumont-le-Roger.

## Kiosque
Construit sur la demande du sénateur Parissot, ce kiosque abrite sous sa voûte les armoiries de la commune de Beaumontel. Ce blason symbolise l'union des blasons de deux grandes familles de Beaumontel au XVe siècle.
Le premier appartient à la famille d'Orbec « d'or au lion de gueule ». Louis d'Orbec est en 1405 seigneur de Beaumontel.
Le second est le blason de la famille du Val. Les seigneurs du Val possèdent Beaumontel du XVe siècle à la Révolution française.

## Obélisque
Construit en 1911 au décès du sénateur, cet obélisque lui rend hommage. Ce serait ici que seraient enterrés le cœur et la main droite du sénateur[réf. nécessaire].